# أسعار الإنتاج
أسعار الإنتاج هو مفهوم في نقد كارل ماركس للاقتصاد السياسي، يُعرف بأنه «سعر التكلفة + متوسط الربح». يمكن اعتبار سعر الإنتاج نوعًا من أسعار العرض للمنتجات، وهو يشير إلى مستويات الأسعار التي يتعين على المنتجين وفقًا لها بيع السلع والخدمات المنتجة حديثًا، بغية الوصول إلى معدل ربح عادي متوسط على رأس المال المستثمَر لإنتاج المنتجات (ليس نفس الربح على معدل الدوران).
تكمن أهمية مستويات الأسعار هذه في أن الكثير من الأسعار الأخرى تستند إليها أو تُستمد منها: في نظرية ماركس، تحدد هذه المستويات هيكل تكلفة الإنتاج الرأسمالي. تتأرجح أسعار المنتجات في السوق عادةً حول أسعار إنتاجها، في حين تتأرجح أسعار الإنتاج ذاتها حول قيم المنتجات (متوسط تكلفة الاستبدال الحالية في وقت العمل المطلوب لإنتاج كل نوع من أنواع المنتجات).
يوجد هذا الفهم بالفعل في الاقتصاد السياسي الكلاسيكي (فكرة أسعار السوق التي تنجذب إلى «الأسعار الطبيعية» أو «مستويات الأسعار الطبيعية»)، ولكن طبقًا لماركس، لا يستطيع خبراء الاقتصاد السياسي حقًا تفسير كيفية تشكل أسعار الإنتاج أو كيفية تنظيم تجارة السلع الأساسية على نحو وافٍ. فضلًا عن ذلك، لم يكن بوسع خبراء الاقتصاد السياسي نظريًا التوفيق بين نظرية قيمة العمل وانحرافات القيمة/الأسعار، وعدم المساواة في نسب الربح/الأجور، والتكوينات الرأسمالية غير المتكافئة. بناء على ذلك، كانت نظرية قيمة العمل للاقتصاديين السياسيين في طبيعة الاعتقاد الميتافيزيقي أكثر من كونها فرضية علمية.